# François-Armand Huguet
François-Armand Huguet, bekannt unter dem Bühnennamen Armand (* 1. Juni 1699 in Richelieu; † 26. November 1765 in Paris), war ein französischer Schauspieler.

## Leben
Über die Kindheit und Jugend Huguets ist nichts bekannt, außer dass er Patenkind von Armand Jean de Vignerot du Plessis war. Huguet arbeitete bei einem Notar in Paris, wo sein komisches Talent erstmals auffiel, so dass Augustin Nadal sich bei der Comédie-Française für ihn einsetzte und Huguet 1723 dort sein Debüt feiern konnte. Im folgenden Jahr wurde er festes Ensemblemitglied und Sociétaire de la Comédie-Française. Huguets Karriere war lang und er wurde nach La Thorillières Tod Doyen der Comédie. 1765 nahm er seinen Bühnenabschied, mit einer Pension von 1500 Livre. Huguet starb noch im selben Jahr in Paris.
Vielseitig interessiert schrieb Huguet auch Bühnenstücke, so sind einige Libretti aus seiner Feder, wie beispielsweise La pupille, L'heureux événement oder Le Cri de la nature, überliefert.

## Trivia
In einer Anekdote wurde Huguets Spiel ständig von einem buckligen Stammzuschauer, der in einer der vordersten Logen saß, unterbrochen. Das ging so weit, dass Huguet sogar die Bühne verließ. Daraufhin engagierte er sieben weitere Bucklige und besetzte diese Loge, nun mit sieben plus einem Buckligen. Diese traten nacheinander in die Loge, was den Störenfried so verunsicherte, dass er sein Tun aufgab.

## Rollen (Auswahl)
- Pasquin in L’Homme à bonnes fortunes von Michel Baron
- Lubin in La Surprise de l’amour von Pierre Carlet de Marivaux
- Maître Fabrice in L’Écossaise von Voltaire